# 乗鉄王
乗鉄王（のりてつおう）は、名古屋鉄道が開催する乗り鉄をテーマとした競技イベント。

## 概要
名古屋鉄道（名鉄）が2010年12月から定期的に開催しており、名鉄の鉄道路線を舞台として、競技ルールに従って鉄道路線等の乗り継ぎを行い、記録を競う競技イベントである。参加には年齢等の資格条件は一切なく、当日有効の名鉄鉄道路線用のフリー切符を持参すれば参加できるため、「乗り鉄」や「名鉄」に興味がある鉄道ファンを始め、幅広い年齢層が気軽に参加できる。
競技ルールについては各開催毎に設定がなされており、第1回（2010年12月）と第2回（2011年4月）はいずれも1日の乗車距離を競うものであったが、第3回（2011年12月）以降は開催ごとに競技ルールが大幅に変化している。日本全国の鉄道会社の中で、一日完結型で鉄道路線を舞台に交通機関を競技ルールに基づき乗り継ぐことにより順位を決めるイベントについては他の類例がなく、名鉄名古屋駅を中心として愛知、岐阜に放射線状に伸びている名鉄の路線網の特色を生かしたものであると言える。また各回とも名鉄沿線である愛知、岐阜各県以外からの参加者も集まるものとなっている。
一方、競技ルールでは名鉄の鉄道路線以外の交通機関（路線バスも含む）の利用も可能となっており、もともと名鉄他線と接続がない孤立路線の瀬戸線も他線と全く同等に競技の舞台となっていること、名古屋市営地下鉄と相互乗り入れをしている豊田線・犬山線・小牧線があることなどからも、最初から他社線も含めた乗り継ぎの検討を想定した競技となっている。さらに、開催当日にエントリー駅である金山駅で発表される競技ルール（チェックポイント駅、最終ミッション、チェック駅等）をクリアする必要があることから、事前に作戦を検討してきたとしても開催当日に発表された競技ルールを満たす行程を再度検討する必要がある。そのため、優秀な記録を獲得するためには非常にハイレベルなダイヤの分析が求められ、優勝はもとより結果発表の対象である3位以内への入賞も非常に難しい競技となっている。
開催については、おおむね開催日の1ヶ月 - 2週間前に名鉄ホームページで競技ルール等とともに発表される。第2回が春休みである4月の土曜日、日曜日に開催された以外は、基本的に年末の12月23日前後の土曜日、日曜日、祝日に開催されている。従って、過去全ての開催日とも名鉄電車の「土・休日ダイヤ」で実施されている。
競技の結果については、後日名鉄ホームページで各開催日ごとに優勝者から第3位まで発表されるため、競技内容を記入するために各参加者に配布されるエントリー用紙にはホームページ掲載時の名前記載欄が設けられている。優勝賞品は、各開催日ごとに1枚ずつ作成される特製のオリジナル記念系統板であり、この記念系統板を掲出した列車が大会当日（一部大会開催日以前もあり）に名鉄線内を走行する。このため、毎回記念系統板を掲出した列車の撮影が沿線各所で行われており、撮り鉄もイベントの開催により楽しめる企画となっている。また、3位までの入賞者には名古屋鉄道乗鉄王事務局から記録認定証が贈呈される。

### 各回共通のルール
- 開催当日、エントリー駅である金山駅に、当日有効の名鉄鉄道線のフリー切符を持参するとエントリーできる。
- エントリー駅にて、フリー切符がチケッターにより改札され、エントリー番号が印刷されたエントリー用紙と参加賞等が配付される。
- エントリー用紙には、「乗車駅」「乗車時刻」「列車種別」「行先（他社線名）」「下車駅」「下車時刻」とともに、乗車した「車両番号」を記載する。
- 名鉄線以外の鉄道（新幹線・リニモ等含む）及び路線バス（コミュニティバスを含む）の利用も可（利用運賃・料金は参加者負担）ただし、タクシー・自動車・自転車の利用は不可
- 各回ごとの競技ルールに従い、有人駅の改札窓口にエントリー用紙を提出し、駅員からチケッターの押印を受ける。
- 競技時間終了後、規定された時間までに金山駅へ戻り、ゴール受付にエントリー用紙を提出する。エントリー用紙はコピーの上、参加者に返却される。

## 各回の競技内容・概況

### 第1回（2010年12月）
- 大会タイトル:『めざせ！「乗鉄王」』[1]
- 開催日:2010年12月23日（祝）・25日（土）
- 参加人数:2日間延べ251名（主催者発表）
- 遠方在住参加者:東京・大阪・奈良・島根（主催者発表）
- エントリー時間:8:15 - 8:45
- 競技時間:9:00 - 17:00
- ゴール受付時間:19:00まで
- 参加賞:「電撮シリーズ」電車カード
- 1日目チェックポイント駅:前後・河和・三郷・豊田市・犬山
- 2日目チェックポイント駅:知立・笠松・太田川・新瀬戸・小牧

金山駅をスタート駅として、9:00 - 17:00の間の名鉄各線区の総乗車キロの合計キロ（乗車区間の重複乗車は1カウント）を競うものであった。当日発表されるチェックポイント駅5駅のうち、3駅を任意に選択して移動経路の途中に立ち寄り、エントリー用紙を駅係員に提出の上、チケッターの押印を受け、休憩時間として20分以上間隔を空けることが競技ルールで求められた。なお、チェックポイント駅については、8:50に金山駅の各改札口に設置されたLED案内板にて一斉発表された。
列車の乗り継ぎについては、時刻表上において1分以上の着発の時差を必要とするが、当日の列車運行の都合により実際に乗り継ぎができた場合には有効であり、エントリー用紙への乗車時刻の記載については、「乗車時刻については、ダイヤ上の時刻を記入（なお、5分以上遅延した場合は実際の乗車時間を記入）」「下車時刻については、実際下車した時間を記入」となっていた。

### 第2回（2011年4月）
- 大会タイトル:『乗鉄王　新ダイヤを攻略するのは君だ！』[2]
- 開催日:2011年4月2日（土）・3日（日）
- 参加人数:2日間延べ170名（主催者発表）
- エントリー時間:8:00 - 9:00
- 競技時間:9:00 - 17:00
- ゴール受付時間:16:30 - 18:30
- 参加賞:記念系統板デザインのクリアファイル
- 1日目チェックポイント駅:大曽根・前後・津島・国府・常滑
- 2日目チェックポイント駅:栄町・鳴海・西春・刈谷・富貴

第1回と同じく総乗車キロの合計キロ（乗車区間の重複乗車は1カウント）を競うものであったが、エントリー後、各参加者が任意で選んだ駅をスタート駅とすることができるルールに変わった。なお、列車乗車中に9:00を過ぎた場合は、次に停車した駅をスタート駅とすることとし、チェックポイント駅はスタート駅にできないルールであった。その他は第1回大会と同じ競技ルールであるが、チェックポイント駅については8:00に金山駅の受付であらかじめ発表される方式となった。
なお、第2回から参加賞については、イベント開催時に製作されるオリジナル物品となった（クリアファイルについては第2回のみ）。

### 第3回（2011年12月）
- 大会タイトル:『乗鉄王　新たな“ミッション”をクリアできるか！』[3]
- 開催日:2011年12月23日（祝）・25日（日）
- 参加人数:2日間延べ146名（主催者発表）
- 遠方在住参加者:東京・大阪・埼玉・千葉（主催者発表）
- エントリー時間:8:00 - 9:00
- 競技時間:9:00 - 17:00
- ゴール受付時間:16:30 - 18:30
- 参加賞:記念系統板デザインのキーホルダー
- 1日目（初級編）最終ミッション:榎戸駅をしりとりに使うこと
- 2日目（上級編）最終ミッション:しりとりのおしまいが「ん」で終わること(岐南・五ノ三・江南・犬山遊園・六軒・二十軒・聚楽園・美浜緑苑・碧南が該当駅)

過去2回の大会から大幅に競技ルールが変更されており、名鉄の駅名を使って「しりとり」をしながら名鉄各線区を乗車し、立ち寄った駅名の文字数を競うというものになった。第1日目が「初級編」、第2日目が「上級編」として、競技ルールの「最終ミッション」の難易度が上がる方式であった。エントリー後、各参加者が任意で選んだ駅をスタート駅として9:00以降にスタートし、「しりとり」で移動した駅では、必ず降車をして次の駅へ移動するときには次発以降の電車に乗車することが求められた。従って、通過電車待ち合わせ中、乗車中の電車を降りて、列車通過後に同列車に乗車するのは、次発電車とは認めないこととされた。
各開催日ごとに「基本ミッション」「最終ミッション」というルールが設けられた。「基本ミッション」については開催発表時に公表されており、12:00 - 14:00に当日配布の駅名表に記載された有人駅（特殊勤務駅を除く終日駅員配置駅が該当）を1駅訪問し、エントリー用紙を駅係員に提出の上、チケッターの押印を受け、休憩時間として20分以上間隔を空けることが求められた。なお、押印を受ける駅は「しりとり駅」でなくても可であった。「最終ミッション」については、当日8:00に金山駅の受付にて発表されるものであった。
エントリー時に、エントリー用紙とともに「基本ミッション」でチケッターの押印を受けることができる駅と、各駅のひらがな駅名が記載された「駅名表」が配布された。
第3回から参加賞については、優勝賞品の記念系統板と同一デザイン（表裏でそれぞれの開催日毎）のレプリカのキーホルダーとなった。2日間の開催日とも同じ参加賞のため、2日参加した場合は同一のキーホルダーが2つ手に入ることとなる。

### 第4回（2012年12月）
- 大会タイトル:『乗鉄王　つかめポイント！勝ち取れ栄光！！』[4]
- 開催日:2012年12月22日（土）・24日（祝）
- 参加人数:2日間延べ112名（主催者発表）
- 遠方在住参加者:東京・大阪・静岡（主催者発表）
- エントリー時間:8:00 - 9:00
- 競技時間:9:00 - 16:00
- ゴール受付時間:16:00 - 17:30
- 参加賞:記念系統板デザインのキーホルダー
- 1日目チェック駅:知立・神宮前・笠松・太田川・犬山
- 2日目チェック駅:東岡崎・鳴海・国府宮・岩倉・名鉄名古屋
- ビッグポイント駅:名電赤坂・こどもの国・猿投・碧南・りんくう常滑・新川橋・玉ノ井・苧ヶ瀬・尼ヶ坂・御嵩

再び競技ルールが大幅に変更され、名鉄各駅に設定されたポイントの合計点数を競うというものであった。ポイント表については、12月17日に名鉄ホームページ上で発表されており、基本的に1から5ポイントが各駅に割り当てられているが、特定の駅だけ15ポイントが割り当てられた「ビッグポイント駅」が設定された。
乗車してきた列車が下車駅を発車する時分（ただし待避、行き違いを行う駅や終着駅の場合は到着する時分を適用）を「下車時分」、乗車する列車が駅を発車する時分を「乗車時分」と定義し、ポイント獲得のためには下車時分から乗車時分まで10分以上の時差を必要とする条件が付けられた。また、列車運行等の都合により遅れが生じた場合も、時刻表の時分とするとされ、競技記録に使用する時分の考え方が時刻表記載の基準へと変更された。
エントリー後、各参加者が任意で選んだ駅をスタート駅として9：00以降にスタートするが、スタート駅のポイントは付与しないこととされ、ゴール駅については競技終了時間10分未満でもポイントが付与されることとなった。また、当日発表されるチェック駅5駅のうち、午前と午後に各1駅でポイントを獲得し、エントリー用紙を駅係員に提出の上、チケッターの押印を受けることが競技ルールで求められた。さらに、チェック駅をスタート駅、ゴール駅とすることはできないこととされた。
チェック駅については当日8：00に金山駅受付にて発表されるとともに、チェック駅を記載したポイント表がエントリー用紙とともに参加者に配布された。
なお、第4回は競技時間が1時間短縮され、16:00までに変更となった。これに伴い、ゴール受付時間も16：00 - 17:30になった。また、競技ルールにおいて、利用不可の移動手段に｢徒歩」が明記された。

### 第5回（2013年12月）
- 大会タイトル：『乗鉄王 3種別を乗り継ぎ“乗継王”を目指せ!!』
- 開催日：2013年12月21日（土）・23日（祝）
- エントリー時間：8:00 - 9:00
- 競技時間：9:00 - 16:00
- 参加賞：各日先着100名に記念系統板デザインのキーホルダー（両日では異なったデザインのキーホルダー）

名鉄線内を運行している列車種別、普通・急行（快速急行・急行・準急）・特急（ミュースカイ・快速特急・特急）を普通→急行→特急→普通→……の順に乗り継ぎ、乗車距離の合計を競うもの。

## 大会結果
いずれも名古屋鉄道乗鉄王事務局発表のものによる。

### 第1回（2010年12月）
| 順位   | 氏名         | 年齢 | 在住     | 記録（キロ） |
| ------ | ------------ | ---- | -------- | ------------ |
| 優勝者 | 横山 令一    | 27   | 静岡県   | 265.7        |
| 2位    | てぃーふる   | 38   | 瀬戸市   | 265.0        |
| 3位    | しょーちゃん | 43   | 名古屋市 | 264.5        |

| 順位   | 氏名      | 年齢 | 在住       | 記録（キロ） |
| ------ | --------- | ---- | ---------- | ------------ |
| 優勝者 | 岩田 達也 | 40   | 名古屋市   | 265.3        |
| 同着   | キハ8504  | 20   | 北名古屋市 | 265.3        |
| 3位    | らべねこ  | 21   | 静岡県     | 263.2        |

- 出典[5]

### 第2回（2011年4月）
| 順位   | 氏名     | 年齢 | 在住     | 記録（キロ） |
| ------ | -------- | ---- | -------- | ------------ |
| 優勝者 | ヤマケン | 22   | あま市   | 274.1        |
| 2位    | Dora     | 36   | 瀬戸市   | 272.1        |
| 3位    | 特急犬山 | 19   | 名古屋市 | 271.7        |

| 順位   | 氏名          | 年齢 | 在住   | 記録（キロ） |
| ------ | ------------- | ---- | ------ | ------------ |
| 優勝者 | ミサカ10032号 | 19   | 額田郡 | 267.8        |
| 2位    | 名鉄王        | 16   | 一宮市 | 266.3        |
| 3位    | 戦うなら軍師  | 17   | 知多市 | 264.1        |

- 出典[6]

### 第3回（2011年12月）
| 順位   | 氏名               | 年齢 | 在住     | 記録（文字） |
| ------ | ------------------ | ---- | -------- | ------------ |
| 優勝者 | とっきゅういぬやま | 19   | 名古屋市 | 101          |
| 2位    | ゴールド           | 48   | 名古屋市 | 101          |
| 3位    | てぃーふる         | 39   | 瀬戸市   | 100          |

※1位と2位は同点のため、抽選
| 順位   | 氏名      | 年齢 | 在住     | 記録（文字） |
| ------ | --------- | ---- | -------- | ------------ |
| 優勝者 | どら      | 36   | 瀬戸市   | 96           |
| 2位    | 津野 貴大 | 22   | 東京都   | 95           |
| 3位    | 今枝 敬太 | 25   | 名古屋市 | 95           |

※2位と3位は同点のため、抽選
- 出典[7]

### 第4回（2012年12月）
| 順位   | 氏名      | 年齢 | 在住     | 記録（ポイント） |
| ------ | --------- | ---- | -------- | ---------------- |
| 優勝者 | 津野 貴大 | 23   | 東京都   | 106              |
| 2位    | 今枝 敬太 | 26   | 東京都   | 106              |
| 3位    | ひろくん  |      | 名古屋市 | 104              |

※優勝者と2位、3位は2人がポイント数・駅数とも同じため抽選
| 順位   | 氏名               | 年齢 | 在住     | 記録（ポイント） |
| ------ | ------------------ | ---- | -------- | ---------------- |
| 優勝者 | ido ido            | 16   | 江南市   | 107              |
| 2位    | トッティー         | 20   | 江南市   | 106              |
| 3位    | とっきゅういぬやま | 20   | 名古屋市 | 106              |

※2位と3位は、ポイント数・駅数とも同じため抽選
- 出典[8]